# 日雲神社
日雲神社（ひくもじんじゃ）は滋賀県甲賀市信楽町牧に鎮座する神社である。

## 祭神
- 天御中主神

## 神紋
- 梅鉢

## 歴史
創祀年代不詳であるが、伊勢神道五部書『倭姫命世記』に記載されている元伊勢「甲可日雲宮」が起源と伝わっている。本殿は元禄4年（1691年）に建造と伝わる。かつては「上野山天神」、「牧村天満宮」と呼ばれていたが、明治18年（1885年）に現在の社名に改められた。境内を信楽高原鐵道が通る。明治9年（1876年）に村社に列した。

## 祭事
- 例祭 : 5月5日

## 文化財
- 本殿 - 三間社流造檜皮葺、元禄4年（1691年）に建造と伝わる。中世以来の近江の流造本殿の伝統を伝えるものとして国登録有形文化財建造物に登録[1]。

- 六角形石灯籠 - 鎌倉時代の嘉元4年（1306年）の刻銘をもつ。甲賀市指定文化財。
- 太鼓踊 - 滋賀県選択無形民俗文化財

## 境内外社
- 境内社
  - 八幡神社
  - 春日神社
  - 雨宮神社
  - 厳島神社
- 境外社
  - 鹿島神社

## アクセス
- 信楽高原鐵道雲井駅より徒歩5分